# Friedrich Wilhelm Elderhorst

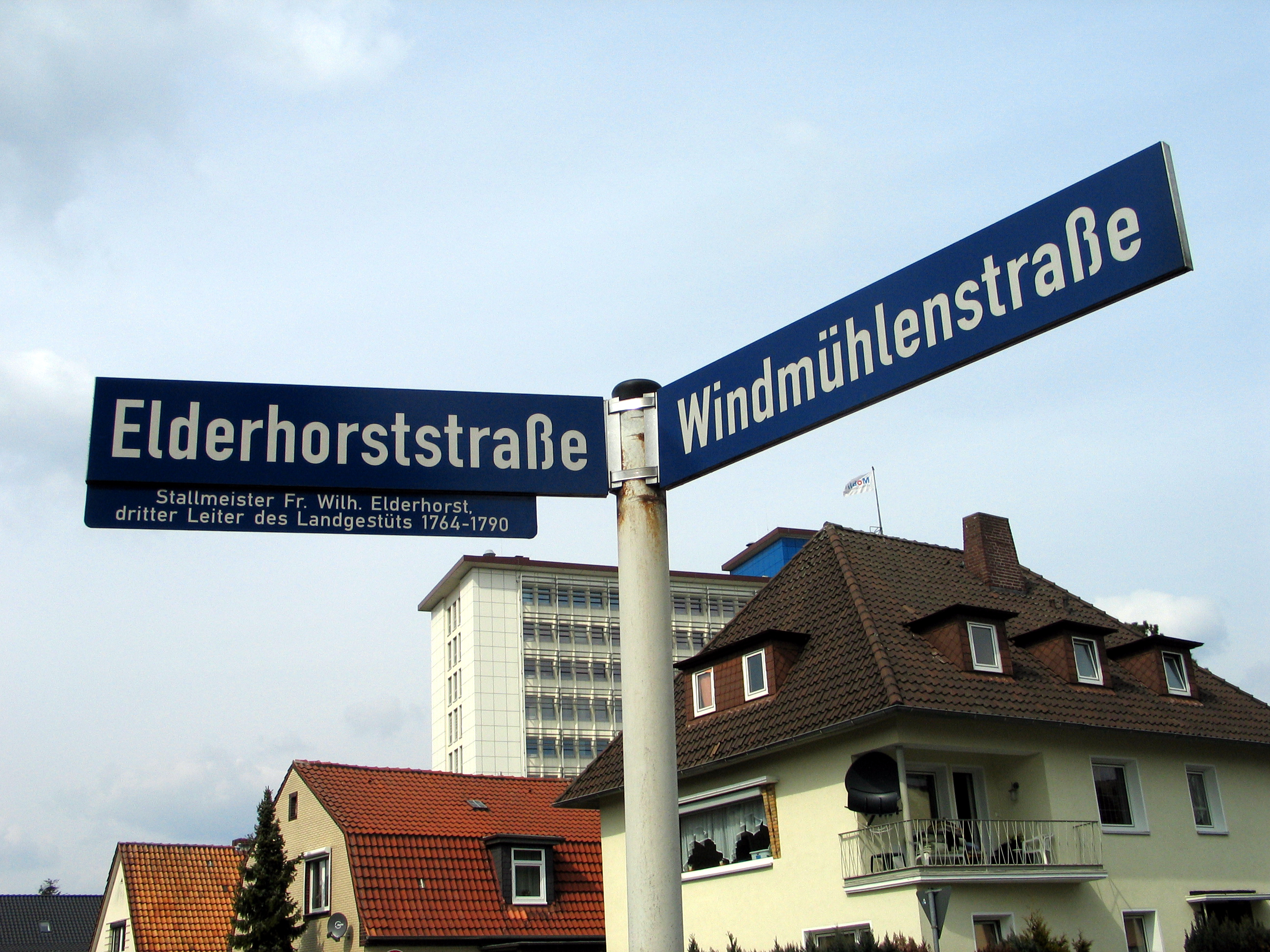
Straßenschild der Elderhorststraße mit Legendentafel an der Ecke Windmühlenstraße in Celle

Friedrich Wilhelm Elderhorst (geboren vor 1748; gestorben 23. Juni 1789 in Celle) war ein deutscher Jurist, königlicher Stallmeister und Leiter des Celler Landgestüts. Er und seine Familie standen in umfangreichem Briefwechsel mit dem Sturm und Drang-Dichter Gottfried August Bürger.

## Leben

### Familie
Elderhorst hatte mit seiner Ehefrau (geboren um 1725; gestorben 16. März 1791 in Bissendorf) den Sohn und Förster in Völksen im Amt Springe J. C. F. Elderhorst sowie den Juristen und Amtsvogt in Bissendorf Johann Jacob Heinrich Elderhorst (geboren 1749 in Celle; gestorben 13. Juli 1806 in Bissendorf). Letzterer heiratete am 28. August 1778 Anna (Anna Maria Eleonora Leonhart, genannt Antchen; geboren 27. Juni 1755 in Erzen; gestorben 18. April 1825 in Celle), Tochter des Aerzener Amtsmannes Leonhart.

### Werdegang
Friedrich Wilhelm Elderhorst studierte zur Zeit des Kurfürstentums Braunschweig-Lüneburg während der Personalunion zwischen Großbritannien und Hannover Rechtswissenschaften an der Universität Göttingen, an der er 1745 unter Georg Ludwig Böhmer seine in lateinischer Schrift verfasste Dissertation De iuris et facti ignorantia exercitatio ablegte.
In den Jahren 1748 und 1749 arbeitete Elderhorst als Sekretär und Registrator beim Oberappellationsgericht Celle.
Nachdem er zeitweilig als Stallmeister tätig gewesen war, leitete er, als Nachfolger von zwei Vorgängern, ab 1764 für den Rest seines Lebens das Königliche Landgestüt. Seit der Stiftung der Königlichen Landwirthschaftsgesellschaft als freie Genossenschaft im Jahr 1764 unter König Georg III. verfasste Elderhorst in den Nachrichten der Gesellschaft sowie im Hannövrischen Magazin einige Aufsätze und Abhandlungen.
Trotz seiner Aufgaben in Celle soll Elderhorst angeblich im Jahr 1779 in Coppenbrügge gelebt haben.
Nachdem Elderhorst der Melancholie verfallen war, starb er am 23. Juni 1789 in Celle. Er wurde ertrunken in der Fuhse gefunden; möglicherweise beging er Suizid.

## Elderhorststraße
Die Elderhorststraße in Celle wurde nach dem ehemaligen Stall- und Landgestütsleiter benannt.

## Schriften
- De iuris et facti ignorantia exercitatio … praeside Georgio Ludovico Boehmero … auctor Fridericus Wilhelmus Elderhorst. Gottingae 1745.